# フロム・ザ・マディ・バンクス・オブ・ウィシュカー
『フロム・ザ・マディ・バンクス・オブ・ウィシュカー』（From the Muddy Banks of the Wishkah）は、アメリカ合衆国のロックバンド、ニルヴァーナのライブコンピレーションアルバム。

## 経緯
カート・コバーンの死後にクリス・ノヴォセリックとデイブ・グロールによって発表されたライブコンピレーションアルバム。1989年からの1994年までのライブ音源からクリスによって選曲が行われ、ライナーノートも執筆されている。もともとは『MTV・アンプラグド・イン・ニューヨーク』と2枚組になる予定であったが、カートの死による悲しみで当時に選曲をすることは出来なかったという。ビルボード1位獲得。

## 収録曲
1. イントロ（1989年12月3日・ロンドン）
2. スクール（1991年11月25日・アムステルダム）
3. ドレイン・ユー（1991年12月28日・カリフォルニア州）
4. アニューリズム（1991年12月28日・カリフォルニア）
5. スメルズ・ライク・ティーン・スピリット（1991年12月28日・カリフォルニア）
6. ビーン・ア・サン（1991年11月25日・アムステルダム）
7. リチウム（1991年11月25日・アムステルダム）
8. スリヴァー（1993年11月10日・スプリング・フィールド）
9. スパンク・スルー（1991年11月19日・ローマ）
10. セントレス・アプレンティス（1993年12月13日・シアトル）
11. ハート・シェイプト・ボックス（1993年12月30日・カリフォルニア）
12. ミルク・イット（1994年1月7日・シアトル）
13. ネガティブ・クリープ（1991年10月31日・シアトル）
14. ポリー（1989年12月3日・ロンドン）
15. ブリード（1989年12月3日・ロンドン）
16. トーレッツ（1992年8月30日・イングランド）
17. ブリュー（1991年11月25日・アムステルダム）

## チャート
| チャート (1996年)                              | 最高位 |
| ---------------------------------------------- | ------ |
| オーストラリア (ARIA)                          | 1      |
| オーストラリア アルタナティヴ・アルバム (ARIA) | 1      |
| オーストリア (Ö3 Austria)                      | 3      |
| ベルギー (IFPI Belgium)                        | 9      |
| ベルギー (Ultratop Flanders)                   | 10     |
| ベルギー (Ultratop Wallonia)                   | 4      |
| カナダ (RPM)                                   | 1      |
| カナダ (The Record)                            | 1      |
| オランダ (MegaCharts)                          | 14     |
| ヨーロッパ (Music & Media)                     | 3      |
| フィンランド (The Official Finnish Charts)     | 2      |
| フランス (SNEP)                                | 1      |
| ドイツ (Offizielle Top 100)                    | 38     |
| ハンガリー (MAHASZ)                            | 4      |
| アイルランド (IFPI Ireland)                    | 7      |
| イタリア (Musica e dischi)                     | 14     |
| 日本 (オリコン)                                | 12     |
| マレーシア (RIM)                               | 8      |
| ニュージーランド (RMNZ)                        | 2      |
| ノルウェー (VG-lista)                          | 8      |
| ポルトガル (AFP)                               | 1      |
| スコットランド (OCC)                           | 3      |
| スペイン (PROMUSICAE)                          | 7      |
| スウェーデン (Sverigetopplistan)               | 6      |
| スイス (Schweizer Hitparade)                   | 9      |
| UK アルバムズ (OCC)                            | 4      |
| UK Rock & Metal Albums (OCC)                   | 1      |
| US Billboard 200                               | 1      |

| チャート (1996年)          | 順位 |
| -------------------------- | ---- |
| オーストラリア (ARIA)      | 29   |
| カナダ (RPM)               | 20   |
| ヨーロッパ (Music & Media) | 37   |
| フランス (SNEP)            | 25   |
| イギリス                   | 109  |
| 全米 Billboard 200         | 140  |

| チャート (1997年)  | 順位 |
| ------------------ | ---- |
| 全米 Billboard 200 | 182  |